# Giọt... Lam
Thanh Lam Collection vol.1 - Giọt... Lam hay gọi ngắn gọn là Giọt... Lam là album tuyển tập đầu tiên của nữ ca sĩ người Việt Nam Thanh Lam, được phát hành ngày 11 tháng 1 năm 2007.

## Sản xuất
Giọt... Lam với tên gọi ban đầu là Thanh Lam 20 năm ca hát là album thứ 6 trong 3 năm mà Thanh Lam hợp tác với nhạc sĩ Lê Minh Sơn, tựa đề "Giọt... Lam" cũng do Minh Sơn nghĩ ra. Phần phối khí do nhạc sĩ Trần Mạnh Hùng đảm nhận.
Giọt... Lam có thể nói là một album theo yêu cầu, bao gồm 2CD với 18 ca khúc gắn liền với tên tuổi của Thanh Lam trong 20 năm ca hát, các ca khúc được Lê Minh Sơn chọn lọc theo khảo sát từ khán giả hâm mộ, các ca khúc này thuộc nhiều thể loại nhạc như pop, jazz, rock, nhạc thế giới... Trong album này, Lê Minh Sơn cũng đóng vai trò đệm đàn cho ca khúc "Hoa sữa" của nhạc sĩ Hồng Đăng.

## Phát hành
Giọt... Lam được phát hành từ ngày 11 tháng 1 năm 2007, các ca khúc trong album sau đó được biểu tại liveshow kỷ niệm 20 năm ca hát dự định tổ chức vào tháng 6 cùng năm. Liveshow sau đó được rời sang tháng 10 và đổi tên thành Lam... Xưa.
Giọt... Lam ban đầu được Thanh Lam định giá bán ở mức 80.000 đồng mỗi CD, sau đó được giảm xuống còn 65.000 đồng/CD.

### Danh sách ca khúc
| CD1 | CD1                  | CD1                  | CD1        |
| STT | Nhan đề              | Sáng tác             | Thời lượng |
| --- | -------------------- | -------------------- | ---------- |
| 1.  | "Giọt nắng bên thềm" | Thanh Tùng           |            |
| 2.  | "Lối cũ ta về"       | Thanh Tùng           |            |
| 3.  | "Bên em biển rộng"   | Bảo Chấn             |            |
| 4.  | "Cho em một ngày"    | Dương Thụ            |            |
| 5.  | "Em và tôi"          | Thanh Tùng           |            |
| 6.  | "Im lặng đêm Hà Nội" | Phú Quang, Ngọc Liên |            |
| 7.  | "Lời tôi ru"         | Dương Thụ            |            |
| 8.  | "Mây trắng bay về"   | Dương Thụ            |            |
| 9.  | "Đố tình"            | Quốc Trung           |            |

| CD2 | CD2                   | CD2                           | CD2        |
| STT | Nhan đề               | Sáng tác                      | Thời lượng |
| --- | --------------------- | ----------------------------- | ---------- |
| 1.  | "Hoa sữa"             | Hồng Đăng                     |            |
| 2.  | "Em ơi Hà Nội phố"    | Phú Quang, Phan Vũ            |            |
| 3.  | "Chia tay hoàng hôn"  | Thuận Yến, Hoài Vũ            |            |
| 4.  | "Đêm Hồ Gươm"         | Trần Hoàn                     |            |
| 5.  | "Không thể và có thể" | Phó Đức Phương                |            |
| 6.  | "Này em có nhớ"       | Trịnh Công Sơn                |            |
| 7.  | "Gọi anh"             | Dương Thụ                     |            |
| 8.  | "Khát vọng"           | Thuận Yến, Đoàn Thị Lam Luyến |            |
| 9.  | "Hồ trên núi"         | Phó Đức Phương                |            |

## Giải thưởng
| Năm  | Giải thưởng     | Vòng trao giải   | Đối tượng nhận giải | Kết quả                          | Chú thích |
| ---- | --------------- | ---------------- | ------------------- | -------------------------------- | --------- |
| 2007 | Album vàng 2007 | Tháng 2          | (album)             | Album nghệ thuật xuất sắc        |           |
| 2007 | Album vàng 2007 | Chương trình năm | Thanh Lam           | Ca sĩ biểu diễn album thành công | [ 11 ]    |